# (1010) Marlene
(1010) Marlene – planetoida z pasa głównego asteroid okrążająca Słońce w ciągu 5 lat i 10 dni w średniej odległości 2,93 au. Została odkryta 12 listopada 1923 roku w Landessternwarte Heidelberg-Königstuhl w Heidelbergu przez Karla Reinmutha. Nazwa planetoidy pochodzi od Marlene Dietrich, niemieckiej aktorki i piosenkarki. Przed jej nadaniem planetoida nosiła oznaczenie tymczasowe (1010) 1923 PF.